# Міністерство автомобільного транспорту Української РСР
25 травня 1946 року Указом Президії Верховної Ради УРСР Наркомат автомобільного транспорту був перетворений в Міністерство автомобільного транспорту УРСР. Усі підвідомчі Наркомату організації і підприємства перейшли до Міністерства автомобільного транспорту, одночасно були здійснені деякі структурні зміни.
1946 року було створено Київське міське автотранспортне управління, а 1947 року — Республіканський трест з використання горючих газів в автотранспорті УРСР («Укравтогаз»).
1947 року Міністром автомобільного транспорту призначили 41-річного бойового генерал-майора Грушового Костянтина Степановича. На цій посаді він працював до 1950 року, здійснив значну роботу з концентрації автотранспорту, відбудови зруйнованих під час війни автотранспортних підприємств, формування районних, обласних і міжобласних підрозділів автомобільного транспорту. 1950 року його направили на навчання до Академії Генерального штабу Радянської Армії, після закінчення якої служив на високих військових посадах, у званні генерал-полковника підтримував зв'язки зі своїми колегами-автомобілістами, надавав допомогу у розвитку автотранспорту України.
1950 року міністром автомобільного транспорту був призначений Іван Захарович Хабло, інженер-залізничник. Він пропрацював на цій посаді до 1953 року, потім після чергової реорганізації міністерства був призначений заступником міністра, а потім до 1973 року очолював трест «Укршиноремонт».
Указом Президії Верховної Ради від 25 травня 1953 року Міністерство автомобільного транспорту УРСР, Управління з транспортного освоєння малих рік при Раді Міністрів УРСР (начальники Хилюк Федір Миронович, Логвин К.Я.) і Головне дорожнє управління при Раді Міністрів УРСР (начальник Довгаль Михайло Федорович) були об'єднані в одне міністерство — Міністерство дорожнього і транспортного господарства УРСР. До складу цього міністерства було включені міжобласні і обласні автотрести, Київське міське автоуправління, республіканські трести «Укравторемонт», «Укравтогаз», «Укршляхбуд», «Мехземробіт», Дністровське та Стир-Горинське управління річкового транспорту, Київські суднобудівні і судноремонтні заводи, Український державний інститут дорожнього і транспортного господарства «Укрдіпрошляхтранс» та Український дорожньо-транспортний науково-дослідний інститут «УкрдортрансНДІ», який було створено на базі інститутів Центрального науково-дослідного автомобільного транспорту і Українського дорожньо-транспортного науково-дослідного.
У складі центрального апарату міністерства були створені головні управління автоперевезень, експлуатації і ремонту доріг, річкового транспорту та інші підрозділи.
Міністром був призначений Михайло Федорович Довгаль, за фахом і досвідом роботи дорожник, у довоєнні роки — начальник Вінницького облдорупру, випускник Військово-транспортної академії 1937 року, військовий інженер шляхів сполучення, учасник німецько-радянської війни, начальник дорожньо-транспортної служби Сталінградського фронту.
Цей період визначений як час подальшого розвитку автомобільного транспорту, його виробничо-технічної бази, будівництва виробничих приміщень, під'їзних шляхів, придорожніх павільйонів, вокзалів, автостанцій.
Указом Президії Верховної Ради УРСР від 7 жовтня 1953 року республіканське Міністерство дорожнього і транспортного господарства було реорганізовано в союзно-республіканське Міністерство автомобільного транспорту і шосейних доріг УРСР. Річковий транспорт був відокремлений як самостійна галузь народного господарства.
1954 року Міністерству автомобільного транспорту і шосейних доріг УРСР був переданий автомобільний транспорт Українського відділення Союззаготтрансу Міністерства заготовок СРСР у складі 294 автогосподарств з майже 13 тисячами автомобілів.
1961 року Міністром автомобільного транспорту і шосейних доріг УРСР було призначено Івана Іовича Братченка, досвідченого фахівця, офіцера-учасника німецько-радянської війни, керівника госпрозрахункового автоуправління комбінату «Артемвугілля». На цій посаді ;Братченко плідно пропрацював до 1970 року. Його праця позначилася вагомим внеском в подальший розвиток автотранспорту загального користування, зміцнення його матеріально-технічної бази, розгортанням наукових досліджень і впровадженням наукових досягнень та електронно-обчислювальної техніки в організацію транспортного процесу.
Указом Президії Верховної Ради УРСР від 26 листопада 1968 року Міністерство автомобільного транспорту і шосейних доріг УРСР було реорганізовано в республіканські міністерства — Міністерство автомобільного транспорту УРСР та Міністерство будівництва і експлуатації автомобільних доріг УРСР.
До системи Мінавтотрансу увійшли 25 обласних виробничих управлінь автомобільного транспорту, Київські міські управління вантажного і пасажирського автотранспорту, Українське управління магістральних сполучень і транспортно-експедиційного обслуговування, Головне управління промислових підприємств, управління навчальних закладів, Державний автодорожній науково-дослідний інститут, ЦБТІ Києва.
У квітні 1970 року Міністерство автомобільного транспорту УРСР очолив Федір Петрович Головченко, інженер-технолог машинобудування, досвідчений керівник, організатор виробництва. Він пропрацював на цій посаді понад 14 років. З 1984 року по 1988 рік міністром автомобільного транспорту УРСР працював Волков Павло Порфирович.
Зусилля Міністерства в той час спрямовувались на підвищення якості транспортних послуг і зміцнення правової основи у взаємовідносинах між учасниками транспортного процесу, здійснювався експеримент з упорядкування структури обласних, міських автоуправлінь за виробничою ознакою. Посилилась увага до розвитку науки і впровадження нової техніки. Було створено Спеціальне виробниче об'єднання з розробки нестандартизованого обладнання, впровадження механізації та автоматизації, монтажу, пуску та налагодження об'єктів нової техніки «Укроргавтотранс». На базі підрозділів «ДержавтодорНДІ» формується Державний автотранспортний науково-дослідний і проектний інститут «Державтотранс-НДІпроект». Було створено трест «Авторембуд», а на базі Головного управління промислових підприємств — об'єднання «Укравторемонт» (1973 р.).
1975 року колегія Міністерства вирішила створити Головний інформаційно-обчислювальний центр. Того ж року головне управління «Укрголоавтотехобслуговування» було реорганізовано в самостійне Республіканське промислове об'єднання «Укравтотехобслуговування». Вантажні і пасажирські виробничі управління в кожній області знову були об'єднані в обласні управління автомобільного транспорту.

## Наркоми (міністри) автомобільного транспорту УРСР
- Кухленко Василь Гордійович (1939—1944)
- Протасов Василь Семенович (1944—1947)
- Грушовий Костянтин Степанович (1947—1949)
- Хабло Іван Захарович (1949—1950)
- Грушовий Костянтин Степанович (1950—1950)
- Хабло Іван Захарович (1950—1953)
- Довгаль Михайло Федорович (1953—1961)
- Братченко Іван Іович (1961—1970)
- Головченко Федір Петрович (1970—1984)
- Волков Павло Порфирович (1984—1991)